# Prémios Sophia
Os Prémios Sophia são troféus cinematográficos portugueses, atribuídos anualmente, que têm por objetivo reconhecer a melhor produção nacional. O seu nome foi escolhido em homenagem à poetisa Sophia de Mello Breyner Andresen e por significar "sabedoria".
Os Prémios foram instituídos em 2012, um ano após a criação da Academia Portuguesa de Cinema, e a primeira cerimónia teve lugar a 26 de novembro de 2012, na Cinemateca Portuguesa – Museu do cinema. A cerimónia continua a decorrer anualmente, no Casino Estoril, sendo atribuídos prémios a filmes produzidos no ano anterior.

## História
A primeira edição dos Sophia teve lugar a 26 de Novembro de 2012 na Cinemateca Portuguesa - Museu do Cinema, onde foram entregues os três prémios Carreira a António da Cunha Teles, António de Macedo e Isabel Ruth.

## Edições
| Edição | Data da cerimónia      | Local                                   | Melhor Filme               | Transmissão  |
| ------ | ---------------------- | --------------------------------------- | -------------------------- | ------------ |
| 1.ª    | 26 de novembro de 2012 | Cinemateca Portuguesa - Museu do Cinema | -                          | Site Oficial |
| 2.ª    | 6 de outubro de 2013   | Teatro Nacional de São Carlos           | Tabu                       | RTP2         |
| 3.ª    | 8 de outubro de 2014   | Centro Cultural de Belém                | A Última Vez que Vi Macau  | Site oficial |
| 4.ª    | 2 de abril de 2015     | Centro Cultural de Belém                | Os Gatos não Têm Vertigens | RTP2         |
| 5.ª    | 13 de maio de 2016     | Centro Cultural de Belém                | Amor Impossível            | RTP2         |
| 6.ª    | 22 de março de 2017    | Centro Cultural de Belém                | Cartas da Guerra           | RTP2         |
| 7.ª    | 25 de março de 2018    | Casino Estoril                          | São Jorge                  | RTP2         |
| 8.ª    | 24 de março de 2019    | Casino Estoril                          | Raiva                      | RTP2         |
| 9.ª    | 17 de setembro de 2020 | Casino Estoril                          | A Herdade                  | RTP2         |
| 10.ª   | 19 de setembro de 2021 | Casino Estoril                          | Listen                     | RTP2         |
| 11.ª   | 18 de junho de 2022    | Casino Estoril                          | O Último Banho             | RTP2         |
| 12ª    | 21 de maio de 2023     | Casino Estoril                          | Alma Viva                  | RTP2         |
| 13ª    | 26 de maio de 2024     | Casino Estoril                          | Mal Viver                  | RTP2         |
| 14ª    | 27 de abril de 2025    | Casino Estoril                          | Grand Tour                 | RTP2         |

## Categorias
Os Prémios Sophia são atribuídos em 22 categorias, com um máximo de quatro candidatos para cada uma delas. Para além destas categorias, destacam-se outras seis categorias tais como Prémio Sophia de Carreira, Melhor Cartaz, Prémio Sophia Estudante, entre outros.
| - Melhor Filme - Melhor Realização - Melhor Documentário em Longa-Metragem - Melhor Série/Telefilme - Melhor argumento Original - Melhor Argumento Adaptado - Melhor Ator Principal - Melhor Atriz Principal - Melhor Ator Secundário - Melhor Atriz Secundária - Melhor Direção de Fotografia São ainda atribuídos: - Prémio Sophia de Mérito e Excelência - Prémio Sophia de Arte e Técnica - Prémio Sophia de carreira | - Melhor Montagem - Melhor Som - Melhor Banda Sonora Original - Melhor Canção Original - Melhor Direção de Arte - Melhor Caracterização/ Efeitos Especiais - Melhor Guarda-Roupa - Melhor Maquilhagem e Cabelos - Melhor Curta-Metragem de Ficção - Melhor Curta-Metragem de Documentário - Melhor Curta-Metragem de Animação - Prémio Sophia Estudante - Melhor Cartaz - Melhor Trailer |